# Amontons (cráter)

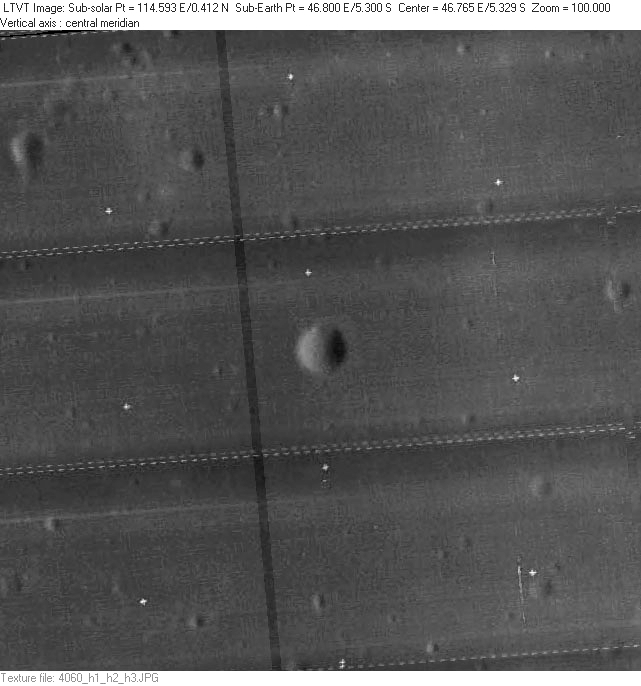
Fotografía de la misión Lunar Orbiter 4

Amontons es un pequeño cráter de impacto localizado en la mitad occidental del Mare Fœcunditatis, a medio camino entre los cráteres Lubbock (al oesnoroeste) e Ibn Battuta (al estesureste).

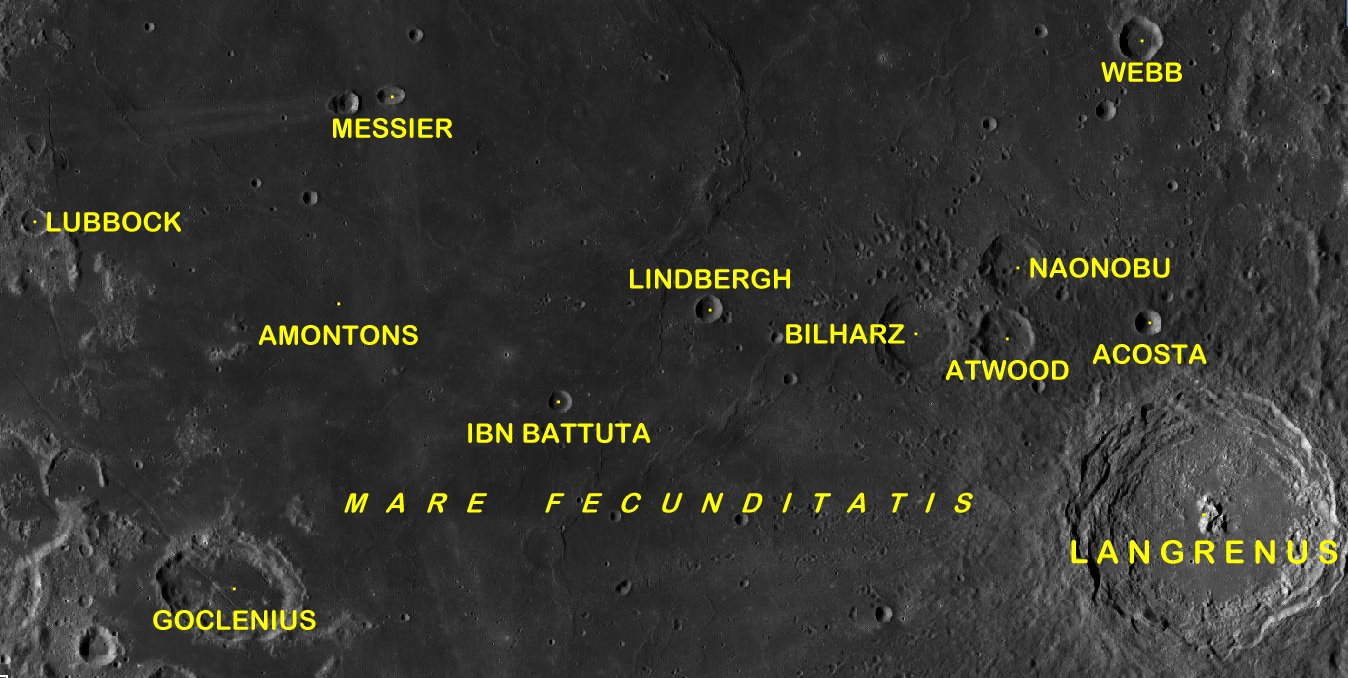
Localización de Amontons, que aparece en el centro de la mitad izquierda de la imagen

Su perímetro es circular, y su aspecto recuerda a la forma de una copa,  con su borde situado por encima del terreno como consecuencia del impacto que formó el cráter. Tiene el mismo tono oscuro que el mare circundante. Cuando el Sol está en un ángulo bajo, son visibles múltiples cráteres palimpsestos sobre la superficie del mar lunar al sursureste y al norte del cráter.